# SWAT 4
SWAT 4 est un jeu vidéo de tir tactique sorti en 2005 et fonctionne sur Windows. Développé par Irrational Games et édité par Vivendi Games, le jeu a été conçu par William Gardner, Paul Hellquist et Ian Vogel.
Il fait suite à SWAT 3: Close Quarters Battle et en reprend le principe, c'est-à-dire un FPS tactique dans l'univers du SWAT de Los Angeles. Bien qu'il ait été développé dans un premier temps par Vivendi Universal, ceux-ci refusèrent de continuer le projet et confièrent le travail aux studios d'Irrational Games qui re-développèrent certaines parties. Cet événement provoqua quelques mois de retard sur le planning initial.
Le joueur incarne un membre du SWAT et doit mener à bien plusieurs interventions le plus souvent en arrêtant des suspects armés et en sauvant des otages.
Une extension, appelée SWAT 4: The Stetchkov Syndicate, est sortie en 2006.

## Système de jeu

### Mode solo
Le joueur incarne un chef d'unité du SWAT qui commande deux équipes de deux personnes - l'équipe bleu et l'équipe rouge - et des  tireurs embusqués
,.
Il doit intervenir avec son unité pour résoudre des situations de crise impliquant au moins l'arrestation de suspects
.
Le jeu se déroule dans des environnements urbains : maison, hôtel, restaurant, bureaux, bibliothèque ou casino illégal par exemple ,,. Le mode solo comporte treize missions,. Chaque mission commence par un briefing, qui décrit le but de l'intervention, le nombre éventuel de suspects ou de civils, les points d'entrées ainsi que des informations complémentaires,. Dans la majorité des cas, il s'agit d'arrêter des suspects, sécuriser les lieux et les civils, sauver des otages.
Avant chaque mission, le joueur peut choisir son équipement (arme principale, armes de poing, équipement tactique, protection) de même que celui de ses coéquipiers.
L’arrestation et la neutralisation des suspects obéit à une règle très stricte. En effet, le joueur doit lancer des sommations pour pouvoir arrêter les suspects ou pouvoir tirer avec des armes létales,. Les individus qui se rendent déposent alors leurs armes au sol pour que les membres du SWAT puissent les menotter,. Cependant, certains suspects font semblant de se rendre et en profitent pour se sauver ou ouvrir le feu, ce qui rend l'arrestation plus complexe,. Si le joueur abat un criminel sans raisons apparentes, il est pénalisé dans les scores de fin de missions,.
Le joueur doit donc être vigilant quant à la façon d'aborder les suspects. Pour cela, le joueur peut mettre à profit ses équipiers auxquels il peut donner de nombreux ordres (déplacements, lancer des grenades, ouvrir une porte, forcer une porte, menotter un suspect, …). Chaque équipier dispose d'une caméra qui permet au joueur d'observer l’environnement à travers elle et ainsi diriger ses coéquipiers (le joueur peut donc donner des ordres à distance)
,. Dans l’extension, le joueur a la possibilité de synchroniser les ordres entre l'équipe rouge et l'équipe bleu (par exemple, l'équipe bleu et rouge entrent par deux portes différentes en même temps)
. Dans le jeu original, les ordres pour chaque équipe sont indépendants, mais on peut toutefois donner un ordre unique à l'équipe dans son ensemble (équipe jaune).
Des tireurs sont également placés en couverture autour de la zone d'intervention. Ces derniers informent le joueur de ce qu'ils voient dans leur lunettes, aussi bien les suspects et les civils que les membres du SWAT. Le joueur peut également prendre contrôle des fusils de précisions de ces tireurs et les utiliser pour faire feu .
Le joueur doit sécuriser les civils, c'est-à-dire les menotter . Certain civils ne sont pas coopératif et refusent d'être menotté, il faut alors user de sommations et, le cas échéant, faire usage des armes non-létales pour les contraindre à se laisser menotter. Le joueur doit également penser à ramasser toutes les armes des suspects arrêtés, signaler au commandement les individus blessés, en état d’incapacité ou morts, et signaler les suspects arrêtés .
À la fin de chaque mission, un tableau des scores indique quel est le pourcentage de réussite de la mission , (plus le mode de difficulté est élevé, plus le pourcentage doit être élevé pour réussir la mission). Le fait d'arrêter des suspects, sauver les otages, ramasser les armes, signaler les blessés rapporte des points. En revanche, faire un usage non autorisé de la force, tuer des civils fait perdre un grand nombre de points.
L'emplacement des individus dans un niveau est aléatoire et change à chaque nouvelle partie ,.

### Mode multijoueur
SWAT 4 dispose également de plusieurs modes de jeu multijoueurs, qui sont basés sur le modèle SWAT vs suspects. Les modes multijoueurs sont , :
- Les suspects barricadés. Les équipes gagnes des points en arrêtant ou tuant des membres de l'autre équipe. L'équipe qui a atteint la limite de score ou a le score le plus élevé lorsque le temps est entièrement écoulé, gagne.
- Escorte VIP. Un joueur aléatoire de l'équipe du SWAT est choisi pour être le VIP. Les suspects doivent arrêter le VIP, le tenir pendant deux minutes, puis l'exécuter. L'équipe du SWAT elle, doit escorter le VIP à un point d'extraction sur la carte. Si les suspects tuent le VIP sans le détenir pendant deux minutes, le SWAT gagne. Si un membre de l'équipe du SWAT tue le VIP, les suspects gagnent.
- Déploiement rapide. Trois à cinq bombes sont placées tout au long de la carte. L'équipe du SWAT doit localiser et désactiver toutes les bombes selon un certain délai, si elles ne sont pas désactivées à temps, les suspects gagnent.
- Coopération. Cela permet à un joueur de jouer à travers les missions solo avec jusqu'à quatre autres personnes qui prennent la place des officiers SWAT contrôlés par l'ordinateur. Dans l’extension, le mode coopératif peut fonctionner avec des missions personnalisées et avec un maximum de dix joueurs par match, ce qui peut encore être divisés en deux équipes complètement différentes (rouge et bleu) avec un leader chacun (il n'y a alors pas dans ce cas, un joueur qui contrôle les deux équipes).

## Équipement[1],[3]
Le joueur dispose de différentes armes pour mener à bien sa mission.

### Armes létales et non létales

#### Fusil d'assaut
- Colt M4A1
- G36C
- AK-47 - Disponible uniquement en multijoueur.

#### Pistolet mitrailleur
- MP5 9 mm
- MP5 9 mm à silencieux
- UMP 45

#### Fusil à pompe
- M3 Super 90 incapacitant
- M3 Super 90
- Benelli M4 Super 90

#### Pistolet
- Pistolet Colt M1911
- Glock 9 mm
- Colt Python .357 - Disponible uniquement en multijoueur.
- Pistolet électrique M-26 Taser

#### Autre
- Pistolet lacrymogène

### Équipement tactique
- Grenade aveuglante « GSS »
- Grenade lacrymogène
- Grenade incapacitante « Stinger »
- Charge plastic C2
- Bombe lacrymogène
- Fusil à pompe d'ouverture en force de porte.
- Bloque-porte
- Kit de crochetage
- Bâton optique, permet de voir sous les portes

### Équipement de protection
- Casque en Kevlar
- Masque à gaz
- Armure légère (Kevlar) - Disponible uniquement en multijoueur.
- Armure lourde - Disponible uniquement en multijoueur.

### Munitions
- Chevrotine
- Balles lestées
- Calibre 12
- Balles blindées
- Balle à tête creuse

## Configuration requise[5]
- Processeur Pentium 4/Athlon à 1,5 GHz (2,2 GHz recommandé)
- 1,5 Go d'espace disque libre
- Carte graphique : Carte 3D 64 MO compatible Directx 9 (128 Mo recommandé)
- 256 Mo de Mémoire vive (512 Mo recommandé)
- Système d'exploitation : Windows 98/ME/2000/XP